# Kloster Kamenz
Das Kloster Kamenz (lateinisch Camencium; polnisch Kamieniec; tschechisch Klášter Kamenec) ist eine ehemalige Zisterzienserabtei in Kamieniec Ząbkowicki in der Woiwodschaft Niederschlesien in Polen. Sie entstand 1247 anstelle einer Augustiner-Chorherren-Propstei aus dem Jahre 1210.

## Geschichte
Zur Sicherung der böhmischen Landesgrenze errichtete Herzog Břetislav II. 1096 die Burg Kamenz, die Anfang des 13. Jahrhunderts im Besitz der schlesischen Adelsfamilie Pogarell war. Sie gründete 1210 unterhalb der Burg als Familienstiftung eine Augustiner-Chorherren-Propstei. Die Gründung wurde vom Breslauer Bischof Lorenz, der möglicherweise selbst ein Pogarell war, genehmigt. Die Leitung der Propstei übernahm der Augustiner-Chorherr Vinzenz von Pogarell, der bis dahin dem Breslauer Sandstift angehörte. Wegen Verfall der geistlichen Disziplin und Misswirtschaft wurden die Augustiner 1246 gegen ihren Widerstand aus dem Kloster entfernt und 1247 durch Zisterzienser aus dem Kloster Leubus ersetzt, das eine Filiation der Primarabtei Morimond war.
Aufgrund eines Siedelprivilegs, das die Pogarell schon 1230 vom Herzog Heinrich I. erhalten hatten, entfalteten die Zisterzienser eine rege Wirtschafts- und Siedlungstätigkeit, die zu einer Erweiterung des Klosterbesitzes führte. Weiteren Besitz erlangten sie 1325, als der Ritter Hanß von Wüstehube dem Kloster zahlreiche Dörfer seiner mährischen Herrschaft Goldenstein überließ. In der ersten Hälfte des 14. Jahrhunderts erbauten die Zisterzienser die Kirche und die Klostergebäude neu, die sie mit Mauern und Türmen umgaben. 1334 verlieh der Münsterberger Herzog Bolko II. dem Kloster die oberen Herrschaftsrechte, zu denen u. a. die weltliche Gerichtsbarkeit über das Stiftsland gehörte.
Zwischen 1425 und 1428 wurde das Kloster mehrfach von den Hussiten überfallen und verwüstet, so dass die Ordensleute fliehen mussten. Nach den Hussitenkriegen kam es zu Bedrückungen durch den einheimischen Adel und den böhmischen Landesherrn. Auch durch die Reformation im 16. Jahrhundert und die Auswirkungen des Dreißigjährigen Kriegs wurde die Entwicklung des Klosters gehemmt. Hinzu kam 1633 noch die Pest, so dass der Konvent erneut fliehen musste. Bei Abschluss des Westfälischen Friedens 1648 war das Stiftsland verwüstet und wirtschaftlich ausgeblutet. Nur ein Drittel der Bevölkerung von Kamenz überlebte die Kriegswirren.

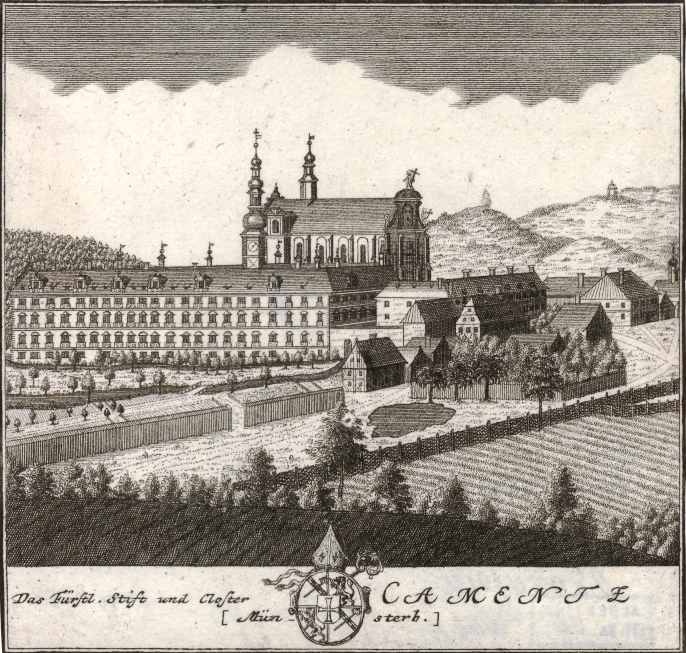
Fürstliches Stift und Kloster Kamenz um 1735

Eine geistliche Erneuerung und ein wirtschaftlicher Aufschwung setzten erst ab der zweiten Hälfte des 17. Jahrhunderts unter den Äbten Kaspar Kales, Augustin Neudeck (1681–1702) und Gerhard Woywoda (1702–1732) ein. Die Klostergebäude wurden 1682–1685 neu errichtet und die gotische Abteikirche um 1700 barockisiert und reich ausgestattet. Zudem entstand ein Brauhaus, eine Backstube, das Pfortengebäude mit der steinernen Brücke über den Mühlgraben, ein weiteres Vorwerk und der Dorfkretscham. In den zum Stiftsland gehörenden Ortschaften Wartha, Maifritzdorf (Mąkolno), Follmersdorf und Gierichswalde (Laskówka) wurden neue Kirchen errichtet.
1741 kam es während des Ersten Schlesischen Krieges zum Gefecht bei Baumgarten, in dessen Folge der Preußenkönig Friedrich der Große in das Kloster Kamenz flüchtete und durch den Abt vor der Gefangennahme durch die Österreicher gerettet wurde. Im Bayerischen Erbfolgekrieg drang 1778 eine österreichische Patrouille nach Kamenz vor und entführte den Abt.
Am 30. Oktober 1810 erließ König Friedrich Wilhelm III. das Säkularisationsedikt und schon am 22. November d. J. erfolgte die Aufhebung des Stiftes, das zu dieser Zeit 31 Ortschaften besaß. Die 38 Konventualen verließen unter Führung des Abtes Placidus Hoffmann das Kloster. Kunstschätze, Archiv und Bibliothek wurden teilweise in die staatlichen Sammlungen in Breslau verbracht, von den in Kamenz verbliebenen Schätzen wurde ein Teil verschleudert. Die Abteikirche diente nachfolgend als katholische Pfarrkirche von Kamenz.
Die Klostergebäude und die Stiftsherrschaft kamen 1812 an Prinzessin Friederike Louise Wilhelmine, eine Tochter des preußischen Königs Friedrich Wilhelm II. und spätere Königin der Niederlande. 1817 brannten Kirche und Klostergebäude ab. Während die Kirche wiederhergestellt werden konnte, wurden die Klostergebäude bis auf den Prälatenflügel abgerissen.

## Bauten und Anlage

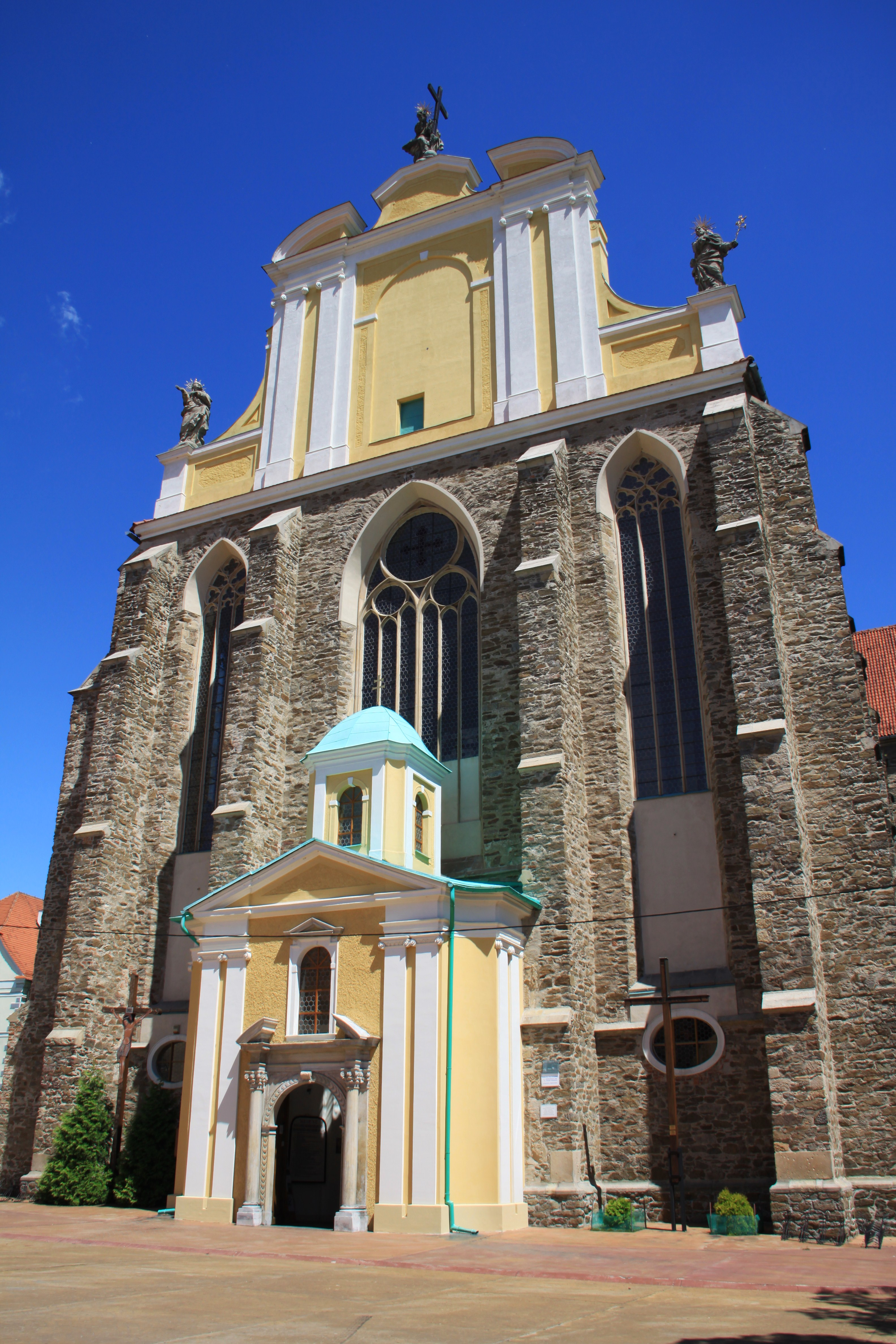
Fassade der Klosterkirche

- Die Klosterkirche „Mariä Himmelfahrt“ entstand als spätgotischer Ziegelbau in drei Etappen: der Chor 1315, das Querschiff um 1330 und das Langhaus vor 1350. Es ist eine kreuzförmige dreischiffige Hallenkirche mit dreijochigem Chor, dreijochigen, einschiffigen Kreuzarmen und sechsjochigem Langhaus. Die Kreuzrippengewölbe stammen aus der Zeit um 1400. Anfang des 18. Jahrhunderts wurde die Kirche barockisiert und reich ausgestattet:
  - Den zweigeschossigen Hauptaltar mit den Figuren der Heiligen Petrus, Jakobus, Johannes und Andreas schuf der Breslauer Bildhauer Christoph Königer, die Altargemälde Mariä Himmelfahrt und Hl. Dreifaltigkeit der Maler Michael Willmann.
  - Die Gemälde des St.-Benedikt-Seitenaltars und des St.-Bernhard-Seitenaltars schuf Willmanns Stiefsohn Johann Christoph Lischka.
  - Die Wandfiguren der vierzehn Nothelfer und der Heiligen Joachim, Anna, Josef und Johannes Nepomuk stammen vom Breslauer Schnitzer Thomas Weisfeld.
  - Die Kanzel mit der Darstellung Jakobs auf dem Schalldeckel schuf Christoph Königer, von dem auch der Altar der Geburt Christi in der St.-Josephs-Kapelle und der St.-Luitgard-Altar stammen.
  - Den Schnitzaltar der vierzehn Nothelfer schuf der Grüssauer Bildhauer Georg Schrötter.

- Die Klostergebäude aus dem 14. Jahrhundert wurden 1682–1685 unter teilweiser Verwendung des mittelalterlichen Mauerwerks im Stil des Frühbarocks von Matthias Kirchberger und Simon Wiedemann neu erbaut. Nach dem Brand von 1817 wurden sie abgerissen. Erhalten ist der Prälatenflügel, in dem sich seit den 1990er Jahren eine Außenstelle des Staatlichen Archivs Breslau (Archiwum Państwowe Wrocław) befindet.

## Äbte von Kamenz
1. Ludwig I.
2. Bruno
3. Guntherus
4. Mauritius; während seiner Regierung wurde 1251 das Dorf Wolmsdorf (jetzt Sosnowa) erworben; 1261 erhielt das Kloster die päpstliche Bestätigung.
5. Ludwig II.
6. Konrad († 1283); erwarb 1283 das Dorf Pilz (Pilce) nebst Kretscham
7. Lambertus (1283–1290)
8. Rainbald; erhielt 1294 vom böhmischen König Wenzel das Städtchen Mittelwalde geschenkt.
9. Otto; erwarb 1297 das Vorwerk in Bahnau (Dzbanów) und 1298 das Dorf Scalisdorf bei Freudenthal als Entschädigung für das Dorf Trebanowitz bei Troppau
10. Petrus von Pondaczin; erhielt 1301 von Herzog Bolko I. das Privileg für sechs Wirtshäuser in Wartha; erwarb 1303 von Herrmann von Barba das Dorf Schrom (Śrem) mit dem zugehörigen Wald und dem Allodialgut
11. Gottfried († 1312); stellte 1307 dem Breslauer Bischof Heinrich von Würben den Bruder Christian vor, der Pfarrer in Frankenberg werden sollte.
12. Paulus; erwarb von Hermann Lauterbach aus Münsterberg die Scholtisei in Wolmsdorf
13. Nikolaus; erhielt 1316 von Bischof Heinrich von Würben verschiedene Privilegien und erhielt von ihm das Dorf Reichenau geschenkt, das der Bischof vorher vom Ritter Johann von Letcz erworben hatte. 1320 stellte Herzog Bernhard II. in Reichenbach einen Freiheitsbrief für das Kloster Kamenz aus, wonach dieses nie mehr mit Forderungen belästigt werden sollte.
14. Heinrich; während seiner Regierungszeit wurde das Vorwerk in Gallenau (Goleniów) erworben und 1325 Schlottendorf (Sławęcin) dem Kloster geschenkt.
15. Konrad II, gebürtig aus Stolz; erhielt 1325 die mährische Herrschaft Goldenstein mit zehn Dörfern und allem Zubehör.
16. Theodor; während seiner Amtszeit wurde das Kloster vom Münsterberger Herzog Bolko II. überfallen und ausgeraubt und die Bewohner misshandelt. Daraufhin wurden Bolko und seine Familie vom Breslauer Bischof Nanker mit dem Bann belegt. Nach einer Vermittlung durch Herzog Boleslaus von Liegnitz musste Bolko verschiedenen Auflagen akzeptieren. 1335 bestätigte er die Klosterprivilegien; 1336 übergab er dem Kloster das Dorf Haag zwischen Giersdorf (Opolnica) und Wartha. Im selben Jahr bestätigte er mit einer in Glatz ausgestellten Urkunde dem Abt die Niedere Gerichtsbarkeit über die Stiftsdörfer.
17. Thylo
18. Sieghard; erwarb 1339 Dörndorf (Płonica) von Nikolaus Kazimir. 1340 erhielt er von Herzog Bolko das Recht zum Abhalten eines freien Markts auf dem Klosterplatz. Nach einer Überschwemmung 1341 erließ Bolkos Sohn Herzog Nikolaus den betroffenen Bewohnern alle Abgaben. 1344 schenkte der Ritter Heinrich von Haugwitz dem Kloster die Stadt Reichenstein mitsamt den Goldgruben und den Dörfern Herwisdorf, Katersdorf und Kraßerwitz.[1] 1349 stellte der böhmische König Karl IV. mit einer in Nürnberg ausgestellten Urkunde dem Kloster einen Schutzbrief aus, mit dem er den schlesischen Herzögen untersagte, das Kloster zu beunruhigen. Im selben Jahr erwarb Abt Sieghard von dem Ritter Nizugthon von Dammelwitz das Dorf Britzen.
19. Andreas
20. Petrus von Reichenbach
21. Johannes († 1421), aus Breslau gebürtig; erwarb 1393 die Reiß-Mühle in Frankenberg sowie Bahnau und Johnsbach (Janowiec), 1396 Paulwitz (Pawłowice), 1398 von dem Ritter Hermann von Seidlitz einen Teil von Baumgarten und 1403 vom Ritter Gotsche Schoff Dürrharte (Suszka). In Wartha erbaute er zu der bestehenden böhmischen Kapelle eine weitere, die sogenannte deutsche Kapelle. An ihrer Finanzierung beteiligten sich neben dem Breslauer Bischof die Städte Neisse und Frankenstein, der Herzog von Münsterberg sowie die Glatzer Stände.
22. Nikolaus II. († 1421); war nur drei Monate im Amt
23. Nikolaus III. († 1426); gebürtig aus Patschkau,[2]
24. Christoph († 1439 in Neisse); während seiner Regierungszeit wurde das Kloster mehrmals von den Hussiten überfallen und die Stiftsdörfer verwüstet sowie die Klosterkirche ausgeraubt und angezündet.
25. Nikolaus IV. († 1443)
26. Jacobus († 1447)
27. Johannes († 1451)
28. Nikolaus V. († 1453)
29. Johannes III. (resignierte 1457), erwarb 1456 das Vorwerk Golschitz im Schweidnitzer Kreis
30. Nikolaus VI. „Viereckel“ († 1461), gebürtig aus Glatz
31. Nikolaus VII.; löste 1465 das versetzt gewesene Reichenstein nebst den Goldgruben wieder aus. Der Vertrag wurde vom Glatzer Landeshauptmann Hans von Warnsdorf als Bevollmächtigter des böhmischen Königs Georg von Podiebrad unterzeichnet. Das Vorwerk in Golschitz verkaufte Nikolaus VII. an Nikolaus von Seidlitz.
32. Thomas († 1474)
33. Erasmus († 1479), gebürtig aus Königgrätz
34. Jacob II. († 1506); 1483 kaufte der Münsterberger Herzog und Grafen von Glatz Heinrich d. Ä. Reichenstein nebst allen Bergwerken dem Kloster ab, bezahlte jedoch nie den vereinbarten Kaufpreis. Kurz vor seinem Tod erhielt Abt Jacob II. für sich und seine Nachfolger die Würde eines infulierten Abts.
35. Simon († 1521); erwarb 1516 das Dorf Gierichswalde (Laskówka)
36. Nikolaus VIII. († 1529); während seiner Amtszeit wurde das Kloster am 21. November 1524 durch ein Feuer vernichtet.
37. Georg († 1557), baute das Kloster wieder auf
38. Simon II. († 1552), gebürtig aus Patschkau
39. Anton von Wallenburg († 1596); erwarb das Dorf Alt Altmannsdorf; wegen der religiösen Wirren brachte er das Warthaer Gnadenbild nach Kamenz, um es vor einer Vernichtung zu schützen.
40. Mathias Steiner († 1606), gebürtig aus Patschkau
41. Johannes IV. († 1616); brachte das Gnadenbild wieder nach Wartha
42. Fabian Krause († 1625), 1621 wurden das Kloster, die Kirche und die Stiftsdörfer von den Truppen des Markgrafen Johann Georg von Jägerndorf mehrmals ausgeplündert. Er stand auf Seiten des böhmischen Königs Friedrich und belagerte die Feste Glatz, die erst im Oktober 1622 durch die Kaiserlichen erobert werden konnte. Am 19. März 1623 hielt Abt Fabian Krause in Glatz bei der Wiedereinweihung der Pfarrkirche für den katholischen Gottesdienst die Predigt. Anschließend hielt der Breslauer Suffragan und Bischof von Nicopolis, Martin Kohlsdorf, das Hochamt.[3]
43. Christoph II. († 1641 in Glatz)
44. Simon III. († 1661), Klosterbruder aus Leubus
45. Kaspar Kales († 1666); erwarb 1663 von Ignaz Klahr die andere Hälfte von Baumgarten; erbaute in Wartha an der Stelle der sogenannten deutschen Kapelle die neue Wallfahrtskirche.
46. Friedrich Steuer († 1681), aus Schrom gebürtig
47. Augustin Neudeck († 1702), aus Glatz gebürtig
48. Gerhard Woywoda († 1732), erwarb von Baron von Grutschreiber das Gut Michelau. Erbaute die Kirchen in Maifriedsdorf, Follmersdorf und Gierichswalde sowie das Pfarrhaus in Baitzen. Die Klosterkirche erhielt während seiner Amtszeit mehrere neue Altäre. Die jungen Ordensbrüder schickte er zum Studium nach Prag.
49. Amandus Fritsch († 1742), gebürtig aus Maifriedsdorf; erhielt von Kaiser Karl VI. die Bestätigung aller Privilegien
50. Tobias Stusche († 1757), aus Patschkau gebürtig
51. Abundus Neumann († 1773)
52. Raphael Rösler († 1808), gebürtig aus Bremberg bei Jauer
53. Placidus Hoffmann, letzter Abt bis zur Säkularisation des Klosters im Jahre 1810.

## Stiftsdörfer
Im Jahre 1645 gehörten folgende Dörfer zum Kamenzer Stiftsland:
Alt Altmannsdorf · Baitzen · Banau · Baumgarten · Dörndorf · Eichau · Follmersdorf · Gierichswalde · Grochwitz · Grunau · Haag · Harta · Heinrichswalde · Hemmersdorf · Johnsbach · Laubnitz · Mayfriedsdorf · Nossen · Paulwitz · Pilz · Reichenau ·Sand · Schlottendorf · Schrom · Wartha · Wolmsdorf